# Pogrom w Radziłowie
Pogrom w Radziłowie – pogrom ludności żydowskiej, który miał miejsce w 1941 roku. Wkrótce po ataku Niemiec na ZSRR w mieście Polacy z Radziłowa i okolicznych wsi zamordowali około 800 Żydów. Wielu zostało rozstrzelanych, większość zapędzono do stodoły i spalono żywcem 7 lipca 1941 roku.

## Tło historyczne
Pierwsze wzmianki o Radziłowie pochodzą z 1444 roku. W XV, XVI i XVII wieku było to znaczące miasto, najpierw książęce, potem królewskie. Żydzi osiedlali się tu od XVII wieku. W końcu XIX wieku, gdy Radziłów stracił prawa miejskie, na 1856 mieszkańców ponad połowę stanowili Żydzi. 
W Radziłowie podobnie jak w innych okolicznych miejscowościach bardzo silne były wpływy Stronnictwa Narodowego, a co za tym idzie silne były uprzedzenia antysemickie. Szczególna rolę w ich podsycaniu odgrywał miejscowy proboszcz Antoni Dołęgowski. 23 marca 1933 roku w Radziłowie doszło do zamieszek które zaczęły się od antyżydowskiego pogromu. Interweniowała policja i w czasie tej interwencji śmierć poniosło dwóch bojówkarzy z Obozu Wielkiej Polski. Pobito dziewięcioro Żydów. Jedna z pobitych kobiet, Chana Sosnowska, zmarła. Zabici bojówkarze uznani zostali za lokalnych bohaterów, a w rok później w rocznicę tych wydarzeń ksiądz Dołęgowski zorganizował narodowo-religijną uroczystość ku ich czci. We wrześniu 1939 roku Radziłów na krótko zajęty został przez oddziały niemieckie, a pod koniec września przeszedł pod okupację sowiecką. W Radziłowie bardzo prężnie działały antysowieckie organizacje konspiracyjne. Nie zaprzestały one działalności po rozbiciu bazy partyzanckiej w Kobielnie. Następstwem tej wpadki były masowe aresztowania i zsyłki. Ostatnia fala aresztowań miała miejsce 20 czerwca 1941 roku, a więc na dwa dni przed wybuchem wojny niemiecko-sowieckiej. Polska ludność Radziłowa, podobnie jak wiele sąsiednich miejscowości, witała wkraczające wojska niemieckie jak wyzwolicieli. Na witającej wojska niemieckie triumfalnej bramie ozdobionej portretem Adolfa Hitlera widniał napis: „Niech żyje armia niemiecka, która uwolniła nas od przeklętej żydokomuny”. Jeszcze w czerwcu powołano w Radziłowie Straż Obywatelską złożoną w większości z dawnych konspiratorów, także tych uwolnionych z sowieckich więzień. Z inicjatywy księdza Dołęgowskiego powołano też zarząd miejski. Pierwsze gwałty, morderstwa i rabunki, których ofiarą byli miejscowi Żydzi zostały zainicjowane przez Niemców 25 czerwca, kiedy to urządzono symboliczne palenie świętych żydowskich ksiąg. Niedługo po tym oddziały niemieckie opuściły miejscowość, jednak akty przemocy wobec Żydów narastały. Jeden z ocalonych radziłowskich Żydów Menachem Finkelstein tak to wspominał: „Po zapadnięciu nocy bojówki grasowały w żydowskich domach, wyłamywały zaryglowane drzwi, wybijały okna, wdzierały się do żydowskich mieszkań. Wyciągano ukrytych Żydów i bito tak długo, aż padali w kałużach krwi”.
Pogrom radziłowskich Żydów 7 lipca został dokonany z niewątpliwej inspiracji niemieckiej, tak jakby wprost chciano wypełnić instrukcje zwarte w niemieckich rozkazach nakazujących inspirowanie pogromów (Pogromy Żydów w lecie 1941 roku). W sobotę 5 lipca miał miejsce także zainspirowany przez Niemców pogrom w Wąsoszu. 

## Opis
Już w nocy z 6 na 7 lipca do Radziłowa zjeżdżali się mieszkańcy Wąsosza, a także okolicznych wiosek liczący zapewne na kolejny pogrom i możliwość rabunku. Motywowani byli niechęcią do Żydów za domniemaną czy rzeczywistą kolaborację z ZSRR. Według świadectwa Chai Finkelsztejn, zbieżnej z relacjami innych świadków, „miastowi chrześcijanie wypędzili obcych i powiedzieli im, aby nie mieszali się w nieswoje sprawy. Sami sobie dadzą radę ze swoimi Żydami". 7 lipca rano przybył oddział Einsatzgruppe B (Zichenau-Schroettersburg) dowodzony przez SS-Obersturmführer Hermanna Schapera. Wg różnych relacji przyjechało kilka, zapewne trzy samochody osobowe, co stanowiłoby grupę 12 niemieckich żołnierzy. Żołnierze zaczęli upokarzać ludność żydowską. Zmuszano ich do darcia świętych ksiąg, podpalenia i tańczenia wokół ogniska. Zaprzęgano ich do konnych wozów. Polacy gromadzili Żydów na rynku, gdzie dotkliwie ich bito, kazano plewić trawę. W różnych relacjach pojawia się stwierdzenie, że Niemcy wprost zachęcali do mordów gwarantując sprawcom bezkarność. Jeden z oskarżonych w powojennych procesach Henryk Dziekoński tak zeznawał: Gestapowiec zaznaczył mnie, że możemy rżnąc Żydów nożami i rąbać siekierami. W tym jeden z naszej grupy, który również brał udział w rzezi Żydów zaznaczył, że będzie to obustronne rozlanie krwi. Wtedy jeden z gestapowców do Godlewskiego Aleksandra powiedział: Macie stodołę, możecie wszystkich spalić. Po kilku godzinach niemieckie oddziały odjechały. Z innych zeznań Dziekońskiego, a także z relacji innych świadków wynika, ze pomysł zgładzenia Żydów w stodole wyszedł od członków straży obywatelskiej. Zbrodnia ta dokonana została już po odjeździe Niemców. Zgromadzonych na Rynku Żydów ustawiono czwórkami i poprowadzono do stojącej przy drodze wyjazdowej do Wizny murowanej stodoły pokrytej słomiana strzechą. Zamknięto ich tam, a drzwi zaparto drągami. Kierujący akcją członkowie straży nakazali czternastoletniemu wówczas Józefowi Ekstowiczowi wspiąć się na dach i oblać słomianą strzechę naftą. Płonącą stodołę otoczono kordonem, a do próbujących się z niej wydostać strzelano. Członkowie straży mieli karabiny, kilka dodatkowych dostarczyli gestapowcy. Szukano osób, którym udało się schronić, zabijano na miejscu, lub prowadzono do lodowni, gdzie ginęli od strzałów z broni lub od siekier. Jednocześnie rabowano i zajmowano mienie żydowskie.
W Radziłowie w okresie PRL-u przy ul. Pięknej, gdzie znajduje się zbiorowa mogiła pomordowanych, umieszczono pomnik z napisem – błędnym, co do treści i daty – „W sierpniu 1941 r. faszyści zamordowali 800 osób narodowości żydowskiej, z tych 500 osób spalili w stodole. Cześć ich pamięci”.
Zbrodnia w Radziłowie jest najlepiej udokumentowana spośród wszystkich pogromów z lata 1941 roku. Z pogromu uratowała się zamożna rodzina młynarzy Finkelsztejnów. Obszerny pamiętnik Chai Finkelsztejn spisany w Palestynie w 1947 roku to źródło podstawowe. Jest także obszerna relacja jej syna Menachema. Po wojnie na podstawie tzw. dekretów sierpniowych odbyło się osiem procesów sprawców mordu. Zeznania oskarżonych i świadków to bardzo obszerny materiał, na podstawie którego można bardzo dokładnie odtworzyć przebieg wydarzeń.
Śledztwo w sprawie mordu, prowadzone przez Instytut Pamięci Narodowej w Białymstoku zostało zawieszone w 2010 roku z powodu braku możliwości postawienia zarzutów żyjącym sprawcom. Zebrany materiał dowodowy wykazał, że zbrodnia dokonana została przez co najmniej kilkunastu ówczesnych mieszkańców Radziłowa i okolic.